# Александров, Дмитрий Михайлович
Дми́трий Миха́йлович Алекса́ндров (род. 31 июля 2006, Волоколамск, Московская область) — российский футболист, полузащитник московского «Динамо».

## Клубная карьера
Родился в Волоколамске.
Воспитанник академии московского «Динамо». Начиная с 2023 года стал выступать за команду в Молодёжной футбольной лиге.
26 апреля 2023 года продлил профессиональный контракт с клубом.
22 июля 2023 года в матче Второй лиги (дивизион «Б») против «Луки-Энергия» дебютировал в профессиональном футболе за «Динамо-2».
18 сентября 2024 года в матче Кубка России против махачкалинского «Динамо» дебютировал в составе основной команды.
В сезоне 2024 с фарм-клубом стал победителем Второй лиги (дивизион «Б», группа 2).
24 ноября 2024 года сыграл дебютный матч в чемпионате России против клуба «Факел».

## Карьера в сборной
В 2021 году вызывался в сборные России (до 15 и до 16 лет) за которые суммарно провёл 8 матчей и забил 2 гола.
В октябре 2024 года был вызван в сборную России (до 19 лет). 13 октября 2024 года дебютировал за неё в товарищеском матче против сборной Сербии (до 19 лет).
В июне 2025 года был вызван в сборную России (до 21 года). 5 июня 2025 года сыграл дебютный матч против сборной Узбекистана (до 21 года) в её составе.

## Семья
- Александров, Максим Михайлович — старший брат, футболист.

## Статистика выступлений
| Выступление         | Выступление       | Выступление      | Лига | Лига | Кубки | Кубки | Итого | Итого |
| Клуб                | Лига              | Сезон            | Игры | Голы | Игры  | Голы  | Игры  | Голы  |
| ------------------- | ----------------- | ---------------- | ---- | ---- | ----- | ----- | ----- | ----- |
| Динамо (Москва)     | РПЛ               | 2024/25          | 6    | 0    | 3     | 0     | 9     | 0     |
| Динамо (Москва)     | РПЛ               | 2025/26          | 1    | 0    | 2     | 0     | 3     | 0     |
| Динамо (Москва)     | Итого             | Итого            | 7    | 0    | 5     | 0     | 12    | 0     |
| → Динамо-2 (Москва) | Вторая лига («Б») | 2023             | 4    | 0    | —     | —     | 4     | 0     |
| → Динамо-2 (Москва) | Вторая лига («Б») | 2024             | 18   | 5    | —     | —     | 18    | 5     |
| → Динамо-2 (Москва) | Вторая лига («А») | 2024/25          | 5    | 1    | —     | —     | 5     | 1     |
| → Динамо-2 (Москва) | Итого             | Итого            | 27   | 6    | —     | —     | 27    | 6     |
| Всего за карьеру    | Всего за карьеру  | Всего за карьеру | 34   | 6    | 5     | 0     | 39    | 6     |

## Достижения
«Динамо-2» (Москва)
- Победитель Второй лиги (дивизион «Б», группа 2): 2024
- Итого : 1 трофей